# Guglielmo Ansaldi
Guglielmo Ansaldi (Cervere, 4 settembre 1776 – Savigliano, 19 gennaio 1851) è stato un patriota italiano.

## Biografia
Nacque a Cervere il 4 settembre 1776, figlio di Andrea e Clara Marin. Il 18 giugno 1793 fu nominato sottotenente della Milizia, e il 4 aprile 1794, fu volontario nel Reggimento provinciale del Monferrato, passando l'11 aprile 1795 in forza al Reggimento provinciale di Acqui. Partecipò alla campagna militare 1793-1795 (guerra delle Alpi), e il 10 agosto 1800 fu tenente dei Granatieri nel 3º Reggimento di Saluzzo. Durante l'occupazione francese al servizio del Regno d'Italia con il grado di Capo Battaglione, venendo decorato con l'Onorificenza di Cavaliere della Legion d'onore.
Dopo la restaurazione il 14 novembre 1814 divenne capitano  nella Legione Reale Leggera, e il 1 febbraio 1816 entrò nella Legione Reale Piemontese. Il 6 giugno 1816 divenne Milite dell'Ordine militare di Savoia, il 1 novembre di quell'anno maggiore, e il 1 luglio 1817 Maggiore d’Ordinanza della Brigata Savoia. Insignito della Croce di Cavaliere dell'Ordine dei Santi Maurizio e Lazzaro il 9 settembre 1819, fu promosso tenente colonnello il 17 luglio 1820. Nel corso dei Moti del 1821 fu capo del moto costituzionale ad Alessandria e presidente della giunta di governo, il 25 marzo fu promosso da Santorre di Santarosa al grado di maggior generale e nominato Comandante della Divisione militare della città dove proclamò la costituzione spagnola.
Accusato dai soldati di viltà e inettitudine, fuggì in Spagna, e il 19 luglio 1821 fu condannato a morte in quanto riconosciuto come uno dei capi della rivolta ad Alessandria. Isolato dagli altri esuli, nel 1823 venne preso prigioniero di guerra dai francesi e trasferito a Montpellier. Partecipò successivamente alle attività cospirative a Parigi, Lione e Clermont Ferrand (1839). Graziato da re Carlo Alberto di Savoia il 17 maggio 1842, rientrò in servizio nell'Armata Sarda come tenente colonnello. Il 16 maggio 1848 gli venne concessa da Carlo Alberto la pensione da colonnello. Si spense a Savigliano il 19 gennaio 1851.
All'Ansaldi è dedicata una via nel comune di Guidonia Montecelio (RM).